# Östra och Västra härads missionsförening
Östra och Västra härads missionsförening (ÖVHM) är en missionsförening inom Svenska Alliansmissionen (SAM).
Under mitten av 1800-talet bildades i Småland två missionsföreningar, Östra härads missionsförening och Västra härads missionsförening. De båda föreningarna fick sin andliga hemvist inom det nybildade samfundet Svenska Alliansmissionen (SAM). En bit in på 1900-talet slogs de båda missionsföreningarna ihop och fick namnet Östra och Västra härads missionsförening. Man har till sitt förfogande några pensionerade pastorer och missionärer som reser runt och håller möten i de småländska bygderna. De gör detta mer eller mindre ideellt och de medel som kommer in i samband med detta, går oavkortat till missionsarbete i form av bland annat tältmötes- och veckoslutsserier på olika platser samt missions- och hjälparbete i Estland. Under senare år har man ett tillägg i namnet som lyder ”i väckelsens tjänst”.
Man ger ut en årsbok där man kan läsa om tältplan för kommande sommar, rapporter från föregående sommars tältmöten, veckoslutsserier, missionsresor mm. Boken innehåller även information om styrelsen, årsberättelse, ekonomisk redogörelse, andakt, dikter och mycket mera.